# Első Világháborús Centenáriumi Emlékbizottság
Az Első Világháborús Centenáriumi Emlékbizottság dolgozza ki az első világháború 100. évfordulója alkalmából a megemlékezések koncepcióját, a hősöknek és áldozatoknak emléket állító programsorozat részletes tervét, továbbá közreműködik a programsorozat végrehajtásának koordinációjában, és figyelemmel követi annak végrehajtását.

## Kormányhatározat
A Kormány 1472/2012 (X. 29.) Kormányhatározata hozta létre az Első Világháborús Centenáriumi Emlékbizottságot. A határozat 2013. január 1-jén lépett hatályba.

A Kormányhatározat szövege szerint: 
A Kormány a XX. század egyik legfontosabb, a magyar és az egyetemes történelemnek is meghatározó, hatásaiban legmesszebbre nyúló eseménye, az első világháború kirobbanásának 100. évfordulója alkalmából megrendezésre kerülő programsorozat, illetve az azt megelőző értelmező- és kutatómunka előkészítésére – a központi államigazgatási szervekről, valamint a Kormány tagjai és az államtitkárok jogállásáról szóló 2010. évi XLIII. törvény 30. §-a alapján – javaslattevő, véleményező és tanácsadói tevékenységet ellátó testületként létrehozza az Első Világháborús Centenáriumi Emlékbizottságot (továbbiakban Emlékbizottság)
.

## Az Emlékbizottság
- a) kidolgozza az első világháború 100 évfordulója alkalmából a megemlékezések koncepcióját,
- b) kidolgozza az első világháborút és a kapcsolódó történelmi eseményeket felidéző, a hősöknek és áldozatoknak emléket állító programsorozat részletes tervét,
- c) közreműködik a programsorozat végrehajtásának koordinációjában,
- d) figyelemmel követi a programsorozat végrehajtását,
- e) az illetékes nemzetközi szervekkel és szervezetekkel, valamint a Külügyminisztériummal együttműködve ellátja az a)-d) pontban meghatározott feladatokat a nemzetközi megemlékezések és programsorozatok vonatkozásában is.

Az Emlékbizottság titkársági feladatainak ellátását a közigazgatási és igazságügyi miniszter a Közép- és Kelet-európai Történelem és Társadalom Kutatásáért Közalapítvány által fenntartott XX. Század Intézet közreműködésével biztosítja.”

## Első Világháborús Centenáriumi Emlékbizottság és a Tudományos Tanácsadó Testület

### Az Első Világháborús Centenáriumi Emlékbizottság tagjai
- Balog Zoltán – elnök (2014 szeptemberéig Navracsics Tibor)
- Dr. Schmidt Mária
- Dr. Rétvári Bence
- Dr. Kovács Vilmos
- Kun Szabó István
- L. Simon László
- Íjgyártó István[3]
- Töll László

Magyarország kormányának megbízásából a XX. Század Intézet készíti elő, koordinálja és bonyolítja le az I. világháborúval kapcsolatos centenáriumi rendezvénysorozatot. Ennek a tevékenységnek a támogatására és segítésére Tudományos Tanácsadó Testületet hozott létre, amelynek feladata a centenáriumi események történészszakmai irányvonalának meghatározása, valamint a tudományos, ismeretterjesztő és oktatási programok tudományos felügyelete.
A Tudományos Tanácsadó Testület munkáját az elnök irányítja.

### A Tudományos Tanácsadó Testület tagjai
- Dr. Schmidt Mária (elnök)
- Dr. Gerő András (alelnök)
- Dr. Balog András
- Dr. Batta András
- Dr. Diószegi István
- Dr. Izsák Lajos
- Dr. M. Kiss Sándor
- Dr. Manherz Károly

A Tudományos Tanácsadó Testület évenként egy alkalommal ül össze egyeztetés céljából (eddig két alkalommal: 2013. június 18.; 2014. november 12.).

## Közép-és Kelet-európai Történelem és Társadalom Kutatásáért Közalapítvány, illetve a XX. Század Intézet
A Közép- és Kelet-európai Történelem és Társadalom Kutatásáért Közalapítvány célja a tudományos kutatás, valamint a közművelődési, oktatási és a kulturális javak védelmével kapcsolatos állami feladatok ellátása. A Közalapítvány gondoskodik a magyar és közép-kelet-európai történelem, politika és társadalom tényeinek kutatásáról és elemzéséről, különös tekintettel az 1917-től napjainkig terjedő időszakra, a diktatúrák történetére és a magyarországi viszonyokra. A Közalapítvány elősegíti a korszakra vonatkozó kutatási eredmények közzétételét, ezeknek a közoktatás, a közművelődés számára való minél szélesebb körű hozzáférhetőségét, és támogatja a korszakra vonatkozó történeti kutatásokat.
A Közép- és Kelet-európai Történelem és Társadalom Kutatásáért Közalapítvány által létrehozott XX. Század Intézet fő célja a 20. század történelmének tudományos vizsgálata, elsősorban a magyar és közép-kelet-európai történelem politikai és társadalmi összefüggéseinek kutatása, feldolgozása és ismertetése. Aktívan részt vesz a múlt század politikai pereinek levéltári kutatásában, bemutatásában és a diktatúrák mélyreható elemzésében és összehasonlításában. Az Intézet támogatja és ösztönzi a korszakkal kapcsolatos kutatómunkákat, egyetemisták és pályakezdő történészek, kutatók bevonásával. A XX. Század Intézet számos tudományos igényű történeti és társadalomtudományi kiadványt jelentetett meg.

## Az Első Világháborús Centenáriumi Emlékbizottság és a XX. Század Intézet tevékenysége
A Kormányhatározatban megjelölt tevékenységi körök igen sokrétűek. Az emlékezet megőrzésének egyik legfontosabb és legszélesebb körökre kiterjedő része a magánembereknek és az intézményeknek fenntartott pályázati lehetőség. Az Első Világháborús Centenáriumi Emlékbizottság 2014. január 15-én tette közzé honlapján pályázati felhívását. A pályázatok keretében mód nyílik tudományos művek megjelentetésére, első világháborús emlékművek helyreállítására, tudományos és kulturális rendezvények, művészeti tevékenységek megvalósítására, valamint játék- és dokumentumfilmek, forgatókönyveinek megalkotására. Külön színfoltot jelent, hogy az Emlékbizottság a legfiatalabb nemzedékek által kedvelt tematikus számítógépes játékprogramok elkészítésére is forrást kíván teremteni. A 2014-től 2020-ig tartó programsorozat célja, hogy a huszadik század egyik legfontosabb, a magyar és az egyetemes történelmet is meghatározó eseményét új megvilágításba helyezze.
Az Első Világháborús Centenáriumi Emlékbizottság a nyertes pályázatok által megvalósuló programokon túl a XX. Század Intézetet bízta meg azzal, hogy a 100 éves évforduló kapcsán különböző tematikájú kulturális rendezvényeket szervezzen. Ennek keretében mind nagyszabású nemzetközi konferenciák, mind műhelybeszélgetések, mind kisebb kerekasztal-beszélgetések, továbbá az első világháborút feldolgozó filmalkotásokat felvonultató ún. frontmozi vetítéssorozat megrendezése a kitűzött célja. (Az eddigi rendezvények elérhetőek az Emlékbizottság honlapján.) A XX. Század Intézet fontosnak véli, hogy az első világháborúra emlékező rendezvények mellett írott formában is tudományos tevékenységet folytasson. Az Intézet gondozásában eddig megjelent művek: a 2013. november 11-12-i „Európa Nagy Háborúja és az új világrend születése” című konferencia anyagát tartalmazó magyar és angol nyelvű kiadványok (Európai testvérháború; Europe’s Fraternal War), valamint az első világháború kirobbanását megelőző egy hónap sajtóanyagait tartalmazó forráskiadvány (Merénylettől hadüzenetig. A béke utolsó hónapja a Monarchia Magyarországán).
Az Első Világháborús Centenáriumi Emlékbizottság szakmai szervezésében az elkövetkező években az I. világháborús magyar részvétellel és a háború hatásával foglalkozó kiállítás megrendezésére és működtetésére kerül sor három szakaszban. A kiállítás első szakasza a tervek szerint 2015 kora tavaszán valósulna meg.
A centenáriumhoz kapcsolódóan a XX. Század Intézet felhívást tett közzé az első világháborúval kapcsolatos fotóanyagok, képeslapok, életutak, személyes történetek, visszaemlékezések, naplók gyűjtéséről is. A képgyűjtemény, valamint a családtörténeti emlékek összegyűjtésének az a célja, hogy bemutassa az első világháborúnak azt az arcát, amely befolyással volt nemcsak a magyar családok mindennapi életére, de az utókorra is.

## Együttműködő intézmények
- Közép- és Kelet-európai Történelem és Társadalom Kutatásáért Közalapítvány
- XX. Század Intézet
- Habsburg Történeti Intézet
- Hadtörténeti Intézet és Múzeum
- Magyar Nemzeti Múzeum
- Magyar Nemzeti Digitális Archívum és Filmintézet (MaNDA)
- Médiaszolgáltatás-támogató és Vagyonkezelő Alap (MTVA)